# Dele Adeleye
Ayodele Adeleye (ur. 25 grudnia 1988 w Lagos) – nigeryjski piłkarz występujący na pozycji obrońcy.

## Kariera klubowa
Adeleye jako junior grał w klubie Shooting Stars. W 2006 roku trafił do holenderskiej Sparty Rotterdam. W Eredivisie zadebiutował 11 lutego 2007 w zremisowanym 1:1 meczu z PSV Eindhoven. Od czasu debiutu jest tam graczem rezerwowym. W debiutanckim sezonie 2006/2007 rozegrał 5 ligowych spotkań. 11 kwietnia 2009 w wygranym 2:1 spotkaniu z ADO Den Haag strzelił pierwszego gola w trakcie gry w Eredivisie. W czerwcu 2010 jako wolny agent przeszedł do Metałurha Donieck. 31 sierpnia 2011 przeniósł się do Tawrii Symferopol. W lutym 2013 zasilił skład Kubania Krasnodar, ale już w końcu marca kontrakt został anulowany. W końcu sierpnia 2013 jako wolny agent podpisał kontrakt z Anży Machaczkała. Następnie grał w PAE Ergotelis i OFI 1925 by w 2015 trafić do kazachskiego FK Aktöbe.

## Kariera reprezentacyjna
W 2005 roku był uczestnikiem mistrzostw świata U-20. Wystąpił na nich w 3 spotkaniach (na 6 możliwych), a Nigeria wywalczyła 2. miejsce w turnieju, po porażce w finale z Argentyną U-20.
W 2008 roku Adeleye został powołany do kadry Nigerii U-23 na letnie igrzyska olimpijskie. Zagrał na nich we wszystkich 6 meczach swojej drużyny, która zajęła 2. miejsce w turnieju, po porażce 0:1 w finale w Argentyną.
W kadrze seniorskiej zadebiutował 29 maja 2009 w zremisowanym 1:1 towarzyskim meczu z Irlandią.

## Sukcesy i odznaczenia

### Sukcesy reprezentacyjne
- wicemistrz świata U-20: 2005
- srebrny medalista letnich igrzysk olimpijskich: 2008